# Jaderný test

Čtyři hlavní typy jaderných testů: 1. atmosférický, 2. podzemní, 3. exoatmosférický, a 4. podvodní.

Jaderný test je zkušební sledovaný a důkladně vyhodnocovaný jaderný výbuch, který má za cíl v první řadě vyzkoušet a ověřit sílu, účinky a funkčnost jaderné či termojaderné (např. neutronové) bomby, dále otestovat odolnost různých zařízení proti těmto účinkům a v neposlední řadě slouží státům i jako akt demonstrace vojenské síly potenciálnímu nepříteli či spojenci.
První jaderný test (zařízení Trinity) provedly Spojené státy americké v roce 1945 v Novém Mexiku. Od té doby bylo provedeno ve světě přes 2000 jaderných testů, z nichž většinu provedly USA (přibližně 1000) a bývalý Sovětský svaz (přibližně 700). Roku 1961 byla odpálena největší Car-bomba. Mezinárodní smlouvou z roku 1963 byly jiné než podzemní jaderné testy zakázány. Od té doby následovaly jen rozsahem malé výbuchy.
Zatím poslední uskutečněná jaderná zkouška proběhla v Severní Koreji dne 12. února 2013, což vyvolalo kvůli politické situaci v zemi mezinárodní vlnu nevole a zděšení.

## Typy jaderných testů
Jaderné testy lze podle místa provedení rozdělit na:
- pozemní
- atmosférické
- podzemní
- podmořské
- vesmírné – dosud nebyl proveden (již byly odtajněny materiály a test byl v minulosti proveden[zdroj⁠?!]), ale o jaderném výbuchu se uvažuje jako o jedné z vhodných variant řešení krize vyvolané hrozící srážkou velkého vesmírného tělesa se Zemí; vesmírný test je považován za kontroverzní, protože se neví, co by výbuch ve volném prostoru způsobil

## Oběti jaderných testů

Graf znázorňující počet testů v jednotlivých rocích (pro zvětšení rozkliknout)

Na základě modelu Mezinárodní komise pro radiologickou ochranu (ICRP - International Commission on Radiological Protection) dochází experti k názoru, že dávky radiace, kterým byli lidé vystaveni v letech 1945 až 1989 v důsledku pokusných atomovými výbuchů došlo k více než milionu úmrtí na rakovinu (1 173 600 mrtvých). Podle novějšího modelu výpočtu zdravotního rizika vytvořeného Evropskou komisí pro radiační riziko (ECRR) odhadli experti počet úmrtí na rakovinu 61 600 000 obětí. Největší část z toho mají na svědomí radioaktivní látky, rozptýlené do atmosféry nadzemními testy v 50. a 60. letech 20. století.. Ve Spojených státech amerických zemřeli následkem expozice tohoto záření nejspíše desítky tisíc osob, ačkoliv je těžké tyto skutečnosti s jistotou prokázat. Po omezení atmosférických testů na základě mezinárodní smlouvy z roku 1963 postupně globální radioaktivní zamoření klesá.